# Mar Roukouz
Mar Roukouz (arabe : مار روكز) est un village chrétien du caza du Metn au Mont-Liban.